# Колискові (фільм, 2009)
«Колискові» — фільм 2009 року.

## Зміст
Мартін грав джаз і заробляв цим на життя. Та він кидає своє ремесло, коли розуміє, що його дівчина цінує його лише за музичне обдарування, а не як людину. Він залишається без коштів і опускається на саме дно. Там до нього потрапляють вірші померлої бездомної, які відкривають для нього нові сфери людської чуттєвості і змушують по-новому глянути на світ. Можливо, смерть однієї людини дасть шанс врятуватися іншій.